# Альба Гутьєррес
Альба Гутьєррес (ісп. Alba Gutiérrez; нар. 18 лютого 1994, Мадрид, Іспанія) — іспанська театральна та кіноакторка. 

## Біографія
Альба Гутьєррес народилася 18 лютого 1994 року в Мадриді. Закінчила Вищу королівську школу драматичного мистецтва (2016).

## Фільмографія
- Західний (2002)
- Я без тебе не можу (2022)

## Нагороди та номінації
| Нагорода                              | Рік  | Категорія     | Фільм    | Результат |
| ------------------------------------- | ---- | ------------- | -------- | --------- |
| Festival cortos Cadiar Film           | 2022 | краща акторка | "XSMALL" | Перемога  |
| Festival Mostra de Curts de Moscatell | 2022 | краща акторка | "XSMALL" | Перемога  |